# Innocenty (imię)
Innocenty – imię męskie pochodzenia łacińskiego. Wywodzi się od słowa oznaczającego "niewinny, prawy". Imię to zostało przybrane przez 13 papieży i jednego antypapieża.
Innocenty imieniny obchodzi: 31 marca, 12 marca, 9 kwietnia, 17 kwietnia, 10 maja, 22 czerwca, 4 lipca, 12 sierpnia i 22 września.
Znane osoby noszące imię Innocenty:
- św. Innocenty z Alaski
- bł. Innocenty Guz
- Innocenty – biskup, następnie arcybiskup Rosyjskiego Kościoła Prawosławnego
- Innokientij Smoktunowski – aktor rosyjski